# Equidae
Gli equidi (Equidae) sono una famiglia di mammiferi perissodattili, attualmente rappresentata dal solo genere Equus, che include cavalli, asini e zebre. Nel corso dell'Era Cenozoica la famiglia degli equidi era molto più rappresentata, e includeva numerose forme ormai estinte.

## Evoluzione
I più antichi fossili assegnati alla famiglia degli equidi datano all'Eocene inferiore, circa 55 milioni di anni fa. Solitamente assegnati al genere Hyracotherium, questi fossili sono stati ridescritti e assegnati ad altri generi, poiché la specie tipo del genere Hyracotherium (H. leporinum) è ora considerata un membro basale della famiglia dei paleoteridi. Questi equidi primitivi (come Sifrhippus, Eohippus e Pliolophus) si diversificarono in una moltitudine di generi. Erano animali della taglia di una volpe con tre dita sugli arti posteriori e quattro su quelli anteriori. Erano erbivori che brucavano fogliame basso e piante tenere, con denti a corona bassa ma con zampe già adattate alla corsa. La complessità dei loro cervelli suggerisce che questi animali fossero già piuttosto attivi e intelligenti. 
Le specie successive ridussero il numero di dita, irrobustirono il dito centrale e svilupparono i loro denti, adattandosi a brucare vegetali più duri (l'erba) e a muoversi velocemente su terreni più solidi in spazi aperti (le praterie) che venivano formandosi nel corso dell'Oligocene e successivamente del Miocene. In quest'ultimo periodo la famiglia degli equidi si diversificò notevolmente; molte specie aumentarono le dimensioni e alcune di esse acquisirono l'aspetto degli odierni cavalli. Molte di queste specie irrobustirono ulteriormente il dito centrale, riducendo al contempo quelli laterali fino a che questi non toccarono più il terreno; l'unico membro vivente, Equus, evolutosi nel corso del Pleistocene inferiore, si diffuse in gran parte del mondo (MacFadden, 2005).

## Classificazione

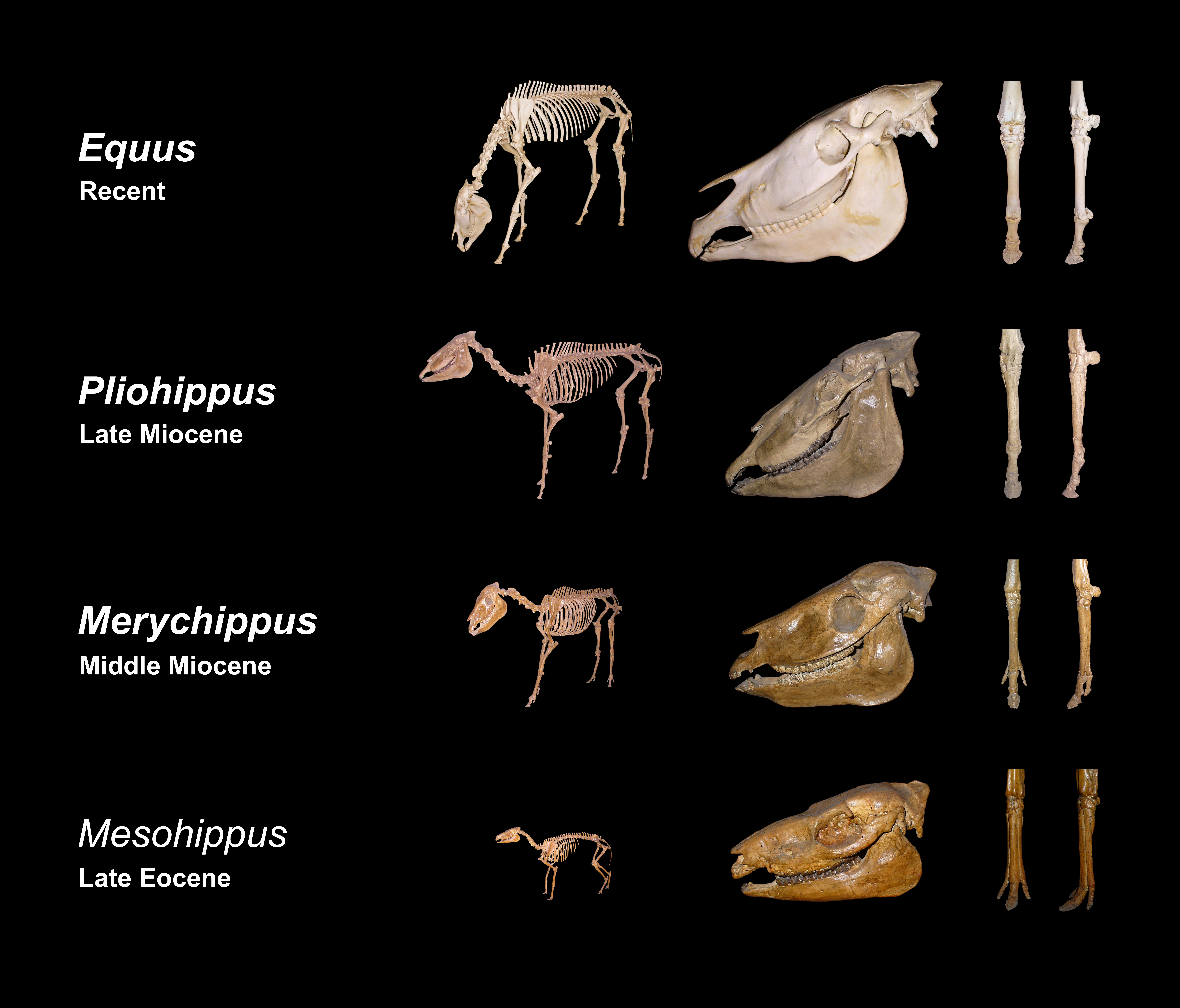
Scheletri illustranti i principali passaggi evolutivi degli equidi verso la forma odierna

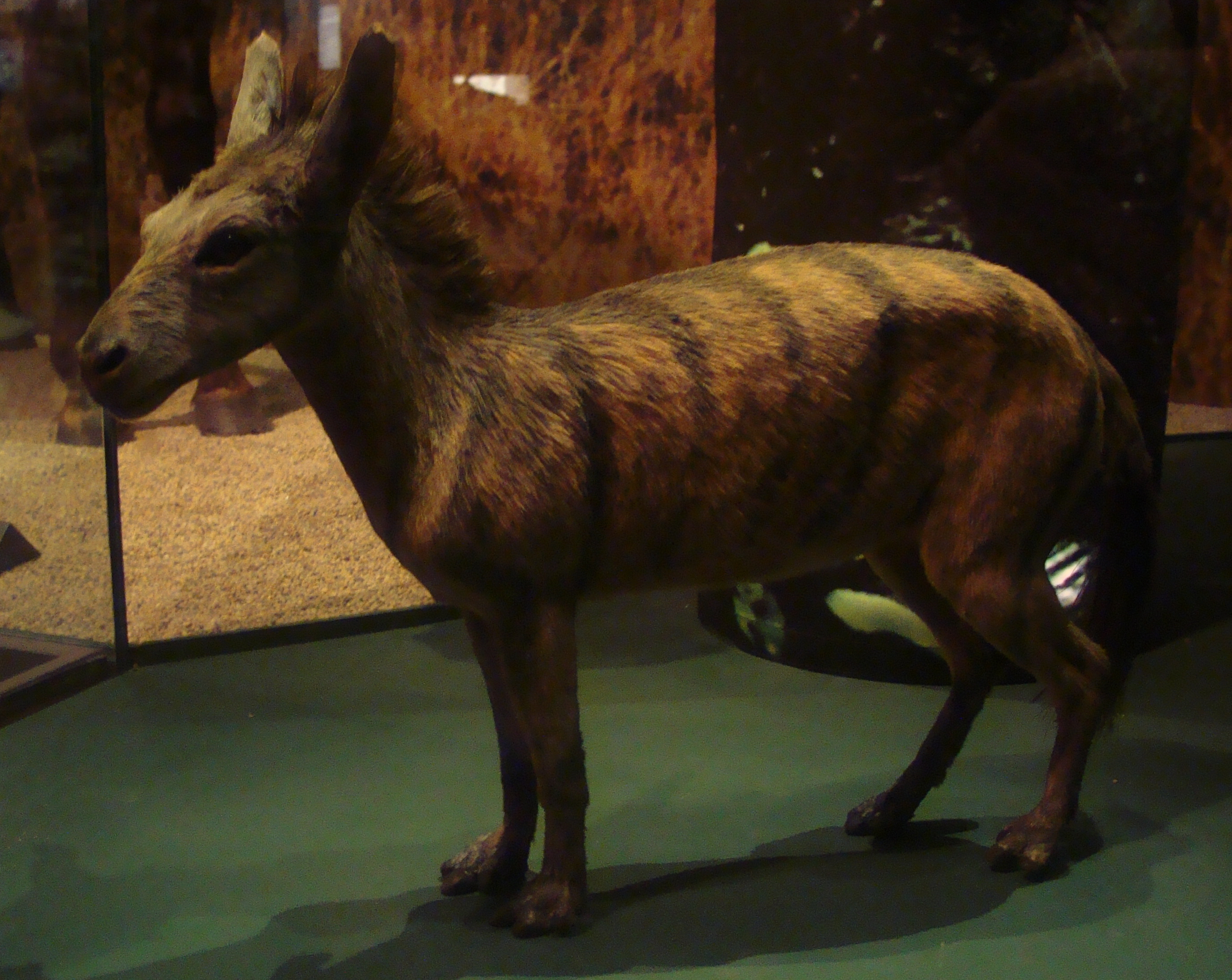
Ricostruzione di Sifrhippus

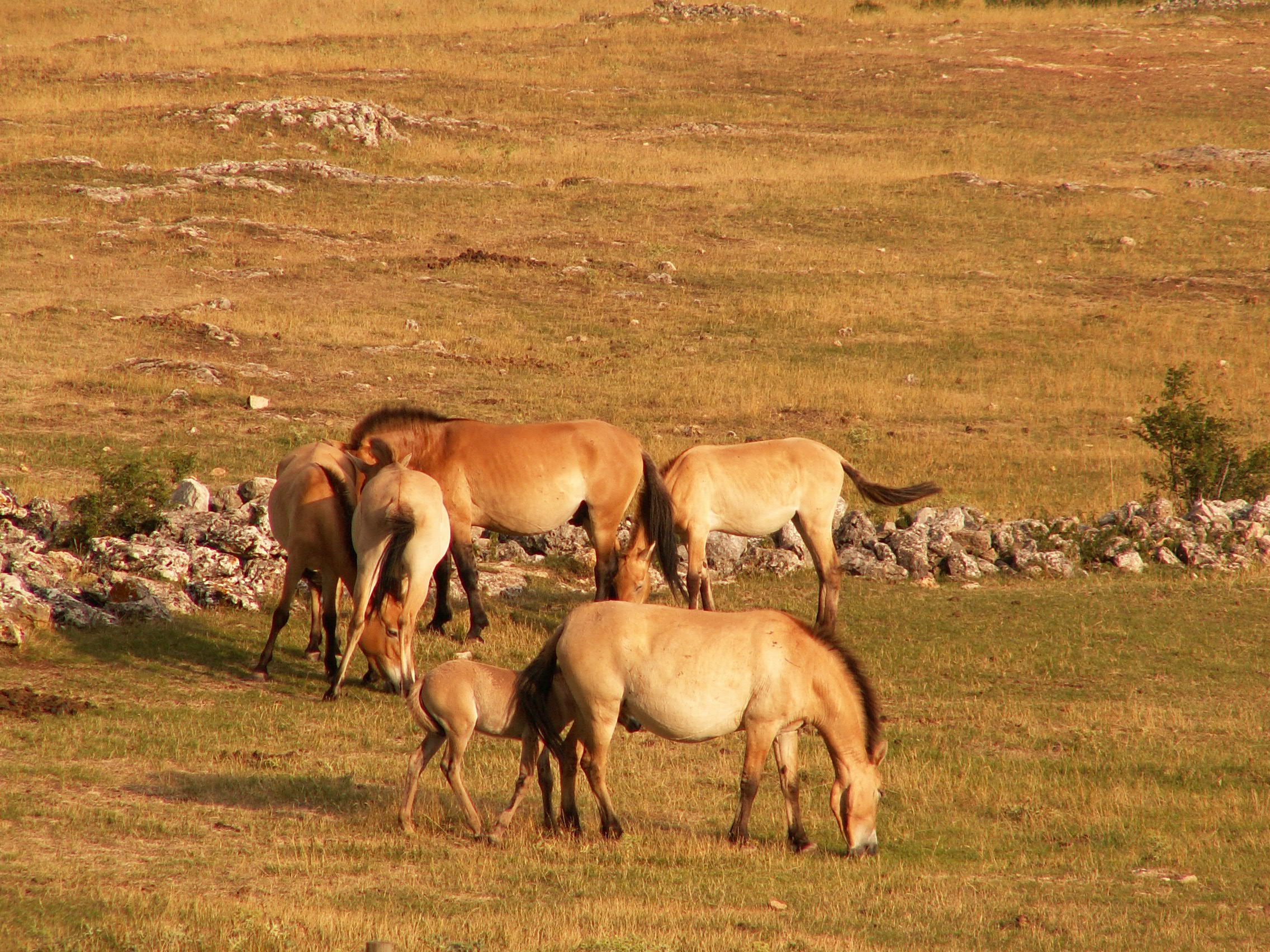
Equus (cavallo di Przewalski)

- Ordine Perissodactyla (oltre agli equidi, i perissodattili includono attualmente quattro specie di tapiri e cinque di rinoceronti. Il simbolo † indica le forme estinte)
- Famiglia Equidae
  - †Epihippus
  - †Erihippus
  - †Haplohippus
  - †Eohippus
  - †Minippus
  - †Orohippus
  - †Pliolophus
  - †Protorohippus
  - †Sifrhippus
  - †Xenicohippus
  - †Eurohippus
  - †Propalaeotherium
  - Sottofamiglia †Anchitheriinae
    - †Anchitherium
    - †Archaeohippus
    - †Desmatippus
    - †Hypohippus
    - †Kalobatippus
    - †Megahippus
    - †Mesohippus
    - †Miohippus
    - †Parahippus
    - †Sinohippus

  - Sottofamiglia Equinae
    - †Merychippus
    - †Scaphohippus
    - †Acritohippus
    - Tribù †Hipparionini
      - †Cormohipparion
      - †Cremohipparion
      - †Eurygnathohippus
      - †Hipparion
      - †Hippotherium
      - †Nannippus
      - †Neohipparion
      - †Proboscidipparion
      - †Pseudhipparion

    - Tribù Equini
      - †Astrohippus
      - †Calippus
      - †Dinohippus
      - Equus (22 specie, 7 attuali)
      - †Hippidion
      - †Onohippidium
      - †Pliohippus
      - †Protohippus
      - †Heteropliohippus
      - †Parapliohippus